# Мироненко Микола Сергійович
Микола Сергійович Мироненко (нар. 30 листопада 1999, с. Олександропіль, Синельниківський район, Дніпропетровська область — пом. 21 червня 2024, с. Роботине, Запорізька область) — український військовослужбовець, молодший лейтенант Національної гвардії України, учасник російсько-української війни, який відзначився і загинув під час відбиття російського вторгнення в Україну. Герой України (2025, посмертно).

## Життєпис
Народився 30 листопада 1999 року у селі Олександропіль Брагинівської громади Дніпропетровської області. 
2000 року родина переїхала до міста Родинське на Донеччині, де Микола закінчив школу. Вищу освіту здобув у Національному університеті «Одеська політехніка». 
З 2019-го проходив військову службу за контрактом у Національній гвардії України. 
З початком повномасштабного вторгнення російських окупантів виконував бойові завдання в складі груп спецпризначення «Донбас» та «Омега». Брав участь у бойових діях на території Харківської, Донецької, Луганської та Запорізької області.
Загинув 21 червня 2024 року в районі села Роботине Запорізької області.

## Нагороди
- звання Герой України з удостоєнням ордена «Золота Зірка» (26 лютого 2025, посмертно) — за особисту мужність і героїзм, виявлені у захисті державного суверенітету та територіальної цілісності України, самовіддане служіння Українському народові[2];
- орден «За мужність» III ступеня (26 лютого 2025, посмертно) — за особисту мужність і самовідданість, виявлені у захисті державного суверенітету та територіальної цілісності України, сумлінне та бездоганне служіння Українському народові[3];
- Відзнака Головнокомандувача ЗСУ — почесний нагрудний знак «Срібний хрест»;
- Відзнака Президента України «За оборону України»;
- Відомча відзнака «Вогнепальна зброя»;
- Нагрудний знак НГУ «За доблесну службу» (14 листопада 2022).